# Ký sinh thú: Vùng xám
Ký sinh thú: Vùng xám (tiếng Hàn: 기생수: 더 그레이) là một bộ phim truyền hình khoa học viễn tưởng kinh dị của Hàn Quốc do Yeon Sang-ho đạo diễn và biên kịch. Bộ phim là phiên bản chuyển thể người đóng từ bộ truyện tranh Parasyte của Hitoshi Iwaaki, mô tả cuộc đối đầu với những sinh vật không xác định ký sinh trên cơ thể con người và các sát nhân. Phim có sự tham gia của Jeon So-nee, Koo Kyo-hwan và Lee Jung-hyun. Phim được phát hành trên toàn cầu trên Netflix vào ngày 5 tháng 4 năm 2024.

## Nội dung
Bộ phim kể về những ký sinh thú từ ngoài không gian tới trái đất, sau đó tìm cách đoạt lấy cơ thể và não người. Trong đó, nhân vật nữ chính Jung Soo-In (Jeon So-Nee) đã bị ký sinh vào người nhưng chỉ hoạt động ở tay mà không thể đến não của cô. Cô hợp tác với Seol Kang-Woo (Koo Kyo-Hwan) là người đàn ông đang truy lùng các ký sinh thú để tìm kiếm người em gái đã mất tích, và Choi Jun-Kyung (Lee Jung-Hyun) là thủ lĩnh của lực lượng đặc nhiệm "Vùng xám" để ra sức loại bỏ loài ký sinh này.

## Diễn viên

### Diễn viên chính
- Jeon So-nee trong vai Jeong Su-in / Heidi: một cô gái trẻ có quá khứ đau buồn trở thành nạn nhân của ký sinh trùng; Khi nó không thể chiếm được não của cô do vết đâm, cô bắt đầu việc chung sống kỳ lạ với nó, không giống như những ký sinh trùng khác.[2]
- Koo Kyo-hwan trong vai Seol Kang-woo: một tay xã hội đen ban đầu truy tìm ký sinh trùng để tìm em gái mình nhưng đã hợp tác với Su-in sau khi biết được tình trạng của cô.[2]
- Lee Jung-hyun vai Choi Jun-kyung: đội trưởng của "Vùng xám", một lực lượng đặc nhiệm ra đời nhằm tiêu diệt ký sinh trùng ẩn nấp trong xã hội.[2]

### Diễn viên phụ
- Kwon Hae-hyo vai Kim Chul-min: thám tử cấp cao tại Sở cảnh sát Namil, ông là người đã cứu giúp Su-in khỏi người cha bạo hành & người mẹ bỏ rơi cô khi 10 tuổi, ông sau đó bị nhiễm ký sinh trùng.[2]
- Kim In-kwon trong vai Kang Won-seok: thám tử cấp dưới của Chul-min, người cũng bí mật hợp tác với lũ ký sinh trùng.[2]
- Yoon Hyun-gil trong vai Seol Kyung-hee: Chị gái của Kang-woo bị nhiễm ký sinh trùng.[2]
- Lee Hyun-kyun trong vai Kwon Hyuk-joo: Một mục sư thuộc giáo phái Saejin và là thủ lĩnh của lũ ký sinh trùng.[2]
- Moon Ju-yeon vai Seol Jin-hee: Em gái của Kang-woo bị mất tích.[2]

### Khách mời
- Masaki Suda trong vai Shinichi Izumi (tập 6): nhân vật chính của bộ truyện tranh và anime Ký sinh thú gốc, anh tự giới thiệu bản thân với Jun-kyung và đề nghị hỗ trợ chuyên môn trong việc đối phó với những sinh vật ngoài hành tinh.[4]

## Tập phim
| Mùa | Mùa | Số tập | Số tập | Phát hành gốc      | Phát hành gốc      |
| --- | --- | ------ | ------ | ------------------ | ------------------ |
|     | 1   | 6      | 6      | 5 tháng 4 năm 2024 | 5 tháng 4 năm 2024 |

### Mùa 1(2024)
| TT. tổng thể | TT. trong mùa phim | Tiêu đề | Đạo diễn     | Biên kịch                  | Ngày phát sóng gốc |
| --- | ------------------ | ------- | ------------ | -------------------------- | ------------------ |
| 1 | 1                  | "Tập 1" | Yeon Sang-ho | Yeon Sang-ho, Ryu Yong-jae | 5 tháng 4 năm 2024 |
| Sau cuộc tấn công tàn bạo, Jeon Su-In nhận ra có lẽ mình không còn là con người trước đây. Choi Jun-Kyung phát hiện ra quái vật đang lập thành một tổ chức.          |                    |         |              |                            |                    |
| 2 | 2                  | "Tập 2" | Yeon Sang-ho | Yeon Sang-ho, Ryu Yong-jae | 5 tháng 4 năm 2024 |
| Để tìm em gái, Seol Kang-Woo điều tra Nhà thờ Saejin và tìm thấy Su-In ở đó. Nhưng anh sớm gặp rắc rối và cả hai phải chiến đấu để tẩu thoát.                        |                    |         |              |                            |                    |
| 3 | 3                  | "Tập 3" | Yeon Sang-ho | Yeon Sang-ho, Ryu Yong-jae | 5 tháng 4 năm 2024 |
| Sau khi đột kích Nhà thờ Saejin, Jun-Kyung bắt đầu nghi ngờ Kim Chul-Min đang che giấu điều gì đó. Sau đó, cô lần theo dấu vết của anh ta khi gặp Su-In và Kang-Woo. |                    |         |              |                            |                    |
| 4 | 4                  | "Tập 4" | Yeon Sang-ho | Yeon Sang-ho, Ryu Yong-jae | 5 tháng 4 năm 2024 |
| Sau khi tiết lộ mọi điều mình biết cho Chul Min, Kang-Woo đồng ý giúp cứu Su-In. Nhưng khi kế hoạch đi chệch hướng, tính mạng của nhiều người sẽ gặp nguy hiểm.      |                    |         |              |                            |                    |
| 5 | 5                  | "Tập 5" | Yeon Sang-ho | Yeon Sang-ho, Ryu Yong-jae | 5 tháng 4 năm 2024 |
| Dù đang chạy trốn nhưng Su In vẫn tìm cách cảnh báo Jun Kyung. Nhưng khi đội Vùng Xám đột kích, Su-In và Kang-Woo nhận ra đó là một phần của kế hoạch lớn hơn.       |                    |         |              |                            |                    |
| 6 | 6                  | "Tập 6" | Yeon Sang-ho | Yeon Sang-ho, Ryu Yong-jae | 5 tháng 4 năm 2024 |
| Su In gặp Seol Kyung-Hee, người yêu cầu liên minh. Nhưng âm mưu giành quyền lực của ký sinh thú đang phát huy hiệu quả và Heidi phải ngăn chặn chúng.                |                    |         |              |                            |                    |

## Sản xuất

### Phát triển
Được phát triển với tựa đề The Grey (더 그레이; Deo geure-i), bộ phim là sự hợp tác giữa Netflix và đạo diễn Yeon Sang-ho, lấy cảm hứng từ bộ truyện tranh nổi tiếng Parasyte của tác giả Nhật Bản Hitoshi Iwaaki và kết hợp với bối cảnh Hàn Quốc. So với phiên bản gốc từ Nhật Bản, bộ phim gây ấn tượng và tạo sự tò mò cho khán giả nhờ những yếu tố khác biệt và nhiều sự thay đổi lớn. Nói về lý do cho việc này, đạo diễn Yeon Sang Ho chia sẻ: "Phim cùng chung một vũ trụ với truyện tranh gốc, nhưng tôi muốn tạo ra câu chuyện độc đáo của riêng mình. Quá trình này thú vị hơn là cảm thấy choáng ngợp. Thay vì đơn giản là tạo ra một phiên bản làm lại của Hàn Quốc, tôi bắt đầu tự hỏi rằng nếu chuyện này xảy ra ở Hàn Quốc thì phải làm sao. Đó là lúc tôi bắt đầu phát triển câu chuyện".

### Tuyển vai diễn
Koo Kyo-hwan và Jeon So-nee được chọn đóng vai chính cho bộ phim.
Cả 2 cùng với Lee Jung-hyun chính thức được xác nhận là nhân vật chính của bộ phim vào ngày 24 tháng 8 năm 2022.

## Phát hành
Ký sinh thú: Vùng xám được phát hành toàn cầu trên Netflix với 6 tập vào ngày 5 tháng 4 năm 2024.

## Đón nhận

### Lượt xem
Bộ phim của đạo diễn Yoen Sang-Ho thu hút sự quan tâm của khán giả toàn cầu nhờ cốt truyện độc đáo và những cảnh hành động, kĩ xảo mãn nhãn. Cụ thể, trong tuần thứ 2 liên tiếp, bộ phim đã chứng tỏ sức hút của mình khi đứng đầu bảng xếp hạng các phim truyền hình tiếng nước ngoài trên Netflix toàn cầu, thu hút 9,8 triệu lượt xem từ ngày 8 đến 14/4. Điều đáng ngạc nhiên là bộ phim đã đứng đầu ở 34 quốc gia, bao gồm Hàn Quốc, Chile, Mexico, Indonesia và nhiều nước khác. Ngoài ra, bộ phim cũng có mặt trong Top 10 ở 84 quốc gia trên toàn thế giới, với vị trí thứ 3 đáng chú ý tại Nhật Bản.

### Đánh giá
Tuy được mong chờ, bộ phim không được giới phê bình đánh giá cao do cốt truyện rời rạc, kịch bản thiếu logic. Nội dung phim gây tò mò nhưng không mới, khai thác câu chuyện một sinh vật lạ ký sinh trên cơ thể người, biến con người thành quái vật có xúc tu, có khả năng tìm kiếm đồng loại để cùng sinh tồn.Tờ SCMP nhận xét thông điệp của đạo diễn Yeon Sang Ho đi sâu vào cách con người tổ chức và vận hành xã hội nhưng lại nhạt nhòa, khó phân tích. Người cầm đầu nhóm ký sinh thú là một cá thể mạnh, sức mạnh vượt trội và có khả năng thay đổi vật chủ. Còn lại, các ký sinh thú khác có tạo hình giống nhau với phần đầu bị chẻ đôi, các xúc tu vươn dài, nhanh chóng gây nhàm chán: "Người xem mong chờ phim có chiều sâu hơn, chẳng hạn như mỗi ký sinh thú có thuộc tính riêng tùy vào năng lực của vật chủ. Thế nhưng những người bị ký sinh chỉ đứng yên một chỗ, dùng đầu quăng những xúc tu", SCMP đánh giá.